# 다우트 (게임)
다우트(영어: Doubt)는 카드 게임 중 하나로, 카드를 먼저 없애는 플레이어가 이기는 게임이다. 원래는 불싯(영어: Bullshit) 또는 아이 다우트 잇(영어: I Doubt It)이라고 하며, 대한민국 및 일본에서는 짧게 다우트라고 부른다.

## 카드 구성
다이아, 하트, 스페이드, 클로버 각각 A부터 K까지, 도합 52장의 카드를 사용한다.

## 게임 방법
- 카드를 인원수대로 나눠준다.

- 선플레이어가 카드를 한장 내놓는다. 이때 숫자는 보이지 않게 내놓는다. 카드를 내놓으면서 자신의 카드의 숫자를 부른다. 이때 거짓으로 불러도 된다.
- 다음 플레이어는 선플레이어가 말한 카드 다음의 숫자를 내놓는다. 그리고 그 카드의 숫자를 부른다. 이 때 만약 해당 숫자가 없으면 엉뚱한 카드를 내놓으면서 다른 숫자를 부른다.

- 조커 카드는 어디에도 사용 가능하다.

- 플레이어들끼리 돌아가면서 계속해서 카드를 한 장씩 뒤집어 내려놓으면서 자신의 카드 숫자를 부른다.
- 앞의 플레이어의 카드가 의심이 들 때는 "다우트"를 외칠 수 있다. 만약 전플레이어가 부른 숫자와 카드가 일치하지 않으면 쌓인 카드를 전플레이어가 다 가져가야 한다. 일치한다면 "다우트"를 외친 플레이어가 카드를 전부 가져가야 한다.
- 카드를 먼저 손에서 없애는 플레이어가 승자이다.

### 추가 룰
- 카드를 나누어 줄 때 남김없이 나누어 주어도 되지만, 7-10장 정도씩 적당히 나누어 주어 카드를 남겨도 된다. 이 때는 새 룰을 추가할 수 있다.

1. 추가 룰에서는 카드의 숫자 뿐 아니라 카드의 종류(하트,클로버 등)까지 말한다.
2. 낼 카드가 없다면, 남은 카드에서 한 장을 뽑을 수 있다.
3. 다우트를 외쳤을 때 올바른 카드를 낸 경우, 외친 사람은 낸 카드의 개수의 2배를 남은 카드에서 가져간다.

(ex. 클로버3,하트3에서 다우트에 실패한 경우)
1. 다우트를 외쳤을 때 그른 카드를 낸 경우, 카드를 낸 사람은 낸 카드의 개수의 2배를 남은 카드에서 가져간다. (3과 유사함)

## 규칙
- 플레이어는 앞의 플레이어가 말한 숫자보다 1이 큰 숫자를 불러야 한다. (다만 해당 카드가 없을 시에는 엉뚱한 카드를 내놓고 다른 숫자를 불러도 좋다.)